# Dušan Mramor
Dušan Mramor (ur. 1 listopada 1953 w Mariborze) – słoweński ekonomista i nauczyciel akademicki, profesor Uniwersytetu Lublańskiego, w latach 2002–2004 i 2014–2016 minister finansów.

## Życiorys
Absolwent Uniwersytetu Lublańskiego, na którym doktoryzował się w 1990. Po studiach pracował początkowo jako analityk kredytowy. Zawodowo związany głównie z macierzystą uczelnią, na której doszedł do stanowiska profesora. W pracy naukowej zajął się zagadnieniami z zakresu rynków finansowych, analizy finansowej, finansów korporacji, polityki fiskalnej i monetarnej. Na Uniwersytecie Lublańskim pełnił funkcję prodziekana (1997–2001) oraz dziekana (2007–2013) wydziału ekonomicznego. Wykładał gościnnie na Central European University w Budapeszcie oraz na Indiana University.
Od początku lat 90. obejmował także kierownicze stanowiska w instytucjach bankowych i gospodarczych (takich jak Ljubljanska borza). Był też doradcą ministra finansów oraz przewodniczącym ATVP, państwowej agencji zajmującej się nadzorem nad rynkami finansowymi. Powoływany w skład organów doradczych ds. gospodarczych działających przy premierze i prezydencie, udzielał się również jako konsultant Banku Światowego.
W latach 2002–2004 sprawował urząd ministra finansów w rządzie Antona Ropa. Ponownie objął to stanowisko we wrześniu 2014 w gabinecie Mira Cerara. W lipcu 2016 zrezygnował jednak z pełnienia funkcji ministra, deklarując powrót do działalności akademickiej.